# Eva (opérette)
Pour les articles homonymes, voir Eva.
Personnages
- Eva (soprano)
- Pepita Paquerette, dite Pipsi (soprano)
- Desirée (soprano)
- Octave Flaubert, industriel (ténor)
- Prunelles, deuxième comptable dans l'usine de Flaubert (baryton)
- Dagobert Millefleurs, ami de Flaubert (ténor)
- Bernard Larousse, contremaître
- Voisin, Chef comptable à l'usine Flaubert
- Mathieu, majordome (baryton basse)
- Fredy et Teddy, amis de Flaubert (baryton)

Eva est une opérette de Franz Lehár sur un livret de Alfred Maria Willner et Robert Bodanzky, créée en 1911 à Vienne. Elle est sous-titrée La Fille de l'usine.

## Argument
Premier acte
Zone d'entrée d'un hall d'usine décorée de manière festive
Les ouvriers de l'usine fêtent l'anniversaire d'Eva. Petite orpheline, elle fut confiée au contremaître Larousse, qui veille à ce qu'Eva soit élevée par l'ensemble de l'effectif. Aujourd'hui, lors de sa fête d'anniversaire, Octave Flaubert prend la direction de l'usine en tant que nouveau directeur.
Comme Eva souhaite une vie meilleure et plus belle et que Flaubert se révèle être un bon vivant, les deux se rapprochent. Le comptable Prunelles, avec qui Flaubert s'entend bientôt très bien, travaille également à l'usine. Prunelles envie son directeur et connaît aussi Paris pour y avoir vécu des aventures.
Pepita Panquerette, dite « Pipsi », habite à Paris. Chaque jour férié, Pipsi attire un beau riche qui est prêt à payer pour toutes sortes d'amusements. Et il y a des années, Prunelles était aussi l'une des conquêtes de Pipsi. Dagobert Millefleurs vient à l'usine de Flaubert avec sa petite amie Pepita pour se cacher de son mari jaloux. En fait, il n'existe même pas, car Pepita l'a inventé pour voyager avec Millefleurs. Lorsque Prunelles voit Pepita, il reconnaît Pipsi en elle (et donc aussi l'escroquerie), mais il se tait, car il ne veut pas s'exposer au ridicule de ses collègues pour avoir été dupé.
Deuxième acte
Salon dans la villa de l'industriel
Flaubert organise une somptueuse fête pour son ami Millefleurs et présente officiellement Eva à la société. Eva croit en l'amour de Flaubert, puisque Flaubert lui a également donné des vêtements et des bijoux coûteux. Pendant ce temps, Larousse se soucie pour sa pupille Eva et veut la ramener à la maison. Mais comme Flaubert ne veut pas la lâcher, Larousse rassemble tout l'effectif. Mais avant que la situation ne dégénère, Flaubert déclare son intention d'épouser Eva. Comme les ouvriers ne veulent pas s'opposer à ce mariage, ils se retirent.
Par hasard, Eva surprend alors Flaubert parler à Millefleurs. Flaubert rapporte à son ami qu'il a menti aux ouvriers, il n'avait jamais eu l'intention d'épouser Eva. Maintenant Eva ne peut plus rester à la villa et ne retourne plus chez les ouvriers (ni même chez Larousse), car elle a trop honte. Elle jette les bijoux qu'elle lui a donnés aux pieds de Flaubert et s'enfuit.
Troisième acte
Immeuble de rapport au Bois du Boulogne, Paris
Eva vit maintenant avec Pepita Paquerette. Les deux s'entendent très bien, bien qu'Eva ne puisse ni imiter ni approuver le style de vie de Pipsi. Choqué par la fuite d'Eva, Flaubert change de mode de vie et cherche Eva dans tout Paris. Quand il la trouve enfin, il déclare ses intentions sincères et demande sa main en mariage. Millefleurs tire également un trait sur son ancienne vie. Il prend un travail et peut maintenant épouser sa Pipsi.

## Orchestration
| Instrumentation d’Eva                          |
| Bois                                           |
| 2 flûtes, 2 hautbois, 2 clarinettes, 2 bassons |
| Cuivres                                        |
| 4 cors, 2 trompettes, 3 trombones              |
| Cordes pincées                                 |
| 1 harpe                                        |
| Percussions                                    |
| Célesta, tambours                              |

## Airs
- Introduction : Heißa, juchheia
- Mélodrame et chanson : Im heimlichen Dämmer der silbernen Ampel
- Duo : Bestimmung, Fatum, das ist alles
- Duo : Nur keine Angst, hier kann nichts passieren
- Duo : Um zwölfe in der Nacht...Die Geister von Montmartre
- Finale de l'acte I
- Introduction de l'acte II : Chor, Lied und Tanz: Retten Sie mich Dagobert
- Marche : Hat man das erste Stiefelpaar vertreten
- Trio : Rechts das Männchen meiner Wahl
- Mélodrame et duo : Erschrecken Sie nicht
- Chanson : Octave gestehs Dir ein
- Duo : Ziehe hin zu Deinem Vater
- Mélodrame et duo : Eva Sie sehen reizend aus
- Finale de l'acte II
- Duo : Wenn die Pariserin spazieren fährt
- Chanson : Gib acht, gib acht mein schönes Kind
- Conclusion : Sagen Sie nur, Pipsi
- Finale III: Ein Mädel wie Sie, so nett und so fein

## Histoire
Cette opérette est considérée à tort comme une œuvre politique et fait donc polémique au moment de sa création. Le complot (un soulèvement ouvrier pour protéger Eva du propriétaire de l'usine) est considéré comme de la propagande socialiste. Mais nulle part dans le texte la politique n'est mentionnée, et les auteurs et Lehár nient fermement l'accusation. L'œuvre est d'abord un grand succès. Lors de la première, les rôles principaux sont interprétés par Louis Treumann et Mizzi Günther, qui tenaient les rôles principaux lors de la première de La Veuve joyeuse. Eva est le plus grand succès d'opérette du Theater an der Wien entre Le Comte de Luxembourg (1909) et Die Rose von Stambul (de) (1916) de Leo Fall. 
Dans les années qui suivent, la popularité de l'opérette décline progressivement. Cela est en partie dû au fait qu'après 1916 puis dans les années 1920, les nouvelles opérettes sont à leurs tours des succès. Aujourd'hui, l'opérette n'est guère jouée comme une œuvre complète. Cependant, des numéros musicaux individuels de cette opérette sont joués à plusieurs reprises lors de concerts.

## Source de la traduction
- (de) Cet article est partiellement ou en totalité issu de l’article de Wikipédia en allemand intitulé « Eva (Operette) » (voir la liste des auteurs).